# Cliffortia castanea
Cliffortia castanea är en rosväxtart som beskrevs av August Henning Weimarck. Cliffortia castanea ingår i släktet Cliffortia och familjen rosväxter. Inga underarter finns listade i Catalogue of Life.